# 城山神社 (所沢市)
城山神社（しろやまじんじゃ）は、埼玉県所沢市の神社。

## 歴史
創建年代は不明である。ただ口伝によれば、滝の城が築城される前から存在し、築城後は滝の城の鎮守となり、1590年（天正18年）の落城の数十年後に再建されたと伝えられている。
「氏照院」が別当寺であった。氏照院は滝の城の城主大石氏の主君である北条氏照の菩提を弔う寺院であったが、明治初期の神仏分離により、廃寺に追い込まれた。
1872年（明治5年）、近代社格制度に基づく「村社」に列せられ、1908年（明治41年）の神社合祀により、周辺の5社が合祀された。そしてこれまでの「愛宕神社」から「城山神社」に改称した。

## 交通アクセス
- 路線バス城停留所より徒歩4分。